# Blue System
1987-ben Dieter Bohlen úgy döntött, hogy önállósítja magát és a továbbiakban nem tart igényt Thomas Anders szolgálataira. Amikor a Modern Talking utolsó stúdióalbuma (In The Garden Of Venus) megjelent, Bohlen már javában dolgozott vadonatúj projektjén, amelynek kedvenc farmermárkája nyomán a Blue System nevet adta.
Az együttes fennállása alatt Bohlen számos zenésszel dolgozott együtt, de ténylegesen a Blue System név mindvégig őt magát, mint producert, zeneszerzőt és énekest jelentette. Jellegzetes fátyolos hangját a dalok refrénjeiben szinte végig a már a Modern Talking idejéből jól ismert kórus (Rolf Köhler, Michael Scholz és Detlef Wiedeke) egészítette ki.

## A kezdetek
Az első kislemez még 1987-ben megjelent, párhuzamosan a Modern Talking utolsó kiadványaival, és a Sorry Little Sarah címet kapta. A német slágerlistán épp hogy nem került be az első tíz helyezett közé. A Walking On A Rainbow című első nagylemez szinte észrevétlen maradt, pedig (vagy talán épp azért, mert) a Modern Talkinghoz képest igen meglepő és egyedi a hangzásvilága.
1988-ban Bohlen újabb kislemezeket adott ki Blue System néven, köztük egyik legismertebb dalát, a My Bed Is Too Biget, valamint az NSZK-ban legsikeresebb Blue System-szerzeményt, az Under My Skint, amely a hatodik helyig jutott a slágerlistán. A második album (Body Heat) ennek megfelelően már sokkal népszerűbb volt a korábbinál (a Top 20-ba került a nyugatnémet eladási listán).
1989-ben újabb albummal jelentkezett a Blue System (Twilight), rajta az egyik legnagyobb Blue System-slágerrel, a Magic Symphony-val, amelyet Bohlen egy végül meg nem valósult musicalhez írt. Ugyanebben az évben jelent meg a Rivalen der Rennbahn című ZDF-tévésorozat Dieter Bohlen által szerzett betétdalait tartalmazó album, amelyen a fő sláger (a Nino de Angelo által énekelt Samuraj című gyönyörű ballada) mellett egy, még a Body Heat-lemezről származó Blue System-szám is helyet kapott (Love Suite).
1990-ben további egy, 1991-ben pedig két album látott napvilágot (Obsession, Seeds of Heaven és Deja Vu). 1992-ben Bohlen megpróbálkozott Amerika meghódításával is (az ez évi album nem véletlenül viseli a Hello America címet), amit a korábbi évben Dionne Warwickkal készített közös kislemezzel (It’s All Over) próbált bevezetni—sikertelenül.
1993-ban jelent meg az együttes alighanem legkiérleltebb és egyben legsikeresebb albuma, a Backstreet Dreams, amely a német albumlistán egészen az ötödik helyig jutott, és olyan slágerek szerepeltek rajta, mint a Házibuli-filmeket (Vladimir Cosma zenei világát) idéző dallamvonalú Romeo & Juliet, a Gloria Gaynor sikerdalának emléket állító I Will Survive vagy épp a dinamikus Dirty Money.

## A dance-korszak és a projekt vége
Az 1994-es 21st Century albummal Bohlen lezárta eurodisco-korszakát. Az ezt követő albumok (még 1994-ben az X-Ten, valamint a három utolsó nagylemez, a Forever Blue, a Body To Body és a Here I Am dalai) már kifejezetten a legújabb dance-trendeket követték, és Bohlen helyenként a plagizálástól sem riadt vissza, amire jó példa az 1994-es That’s Love (amelyet egyértelműen a szintén 1994-es Village People-feldolgozás, a Pet Shop Boys-féle Go West inspirált), valamint a Love Will Drive Me Crazy (amely sokak szerint egy az egyben egy Paul Simon szám „remixe“, az eredeti szerzőre történt utalás nélkül).
Az együttes utolsó időszakának két legsikeresebb (és legegyedibb hangzású) dance-dala az 1994-es Dr. Mabuse és az 1995-ben kiadott Laila (utóbbi volt a Blue System utolsó számottevő kislemezsikere, ugyanis az 1996-ban és 1997-ben kiadott kislemezek már a Top 50-be sem fértek be Németországban).
1997 év végén Bohlen megérezte, hogy a projektben nincs több fantázia. A Touché fiúcsapat (I Can’t Get No Sleep, This Goodbye Is Not Forever) felkarolása mellett ekkor vette fel ismét a kapcsolatot Thomas Andersszel, és alakították meg újra (1998 év elején) a Modern Talking duót. Ezzel egy új, szinte példátlan sikersorozat vette kezdetét, amely 2003-ig tartott. A zenekar vokalistái a Systems in Blue tagjai voltak 2000-ig, amikor beperelték a BMG-t. Elmondásuk szerint nem Dieter Bohlen énekelte a refréneket, hanem Rolf Köhler. Sikerült peren kívül megegyezniük, ezt követően 2003-ban Systems in Blue néven, a Blue System hangzásvilágával további dalokat készítettek.
Bohlen azonban még ekkor is tudott váltani: a Deutschland sucht den Superstar zenei tehetségkutató műsor legkarizmatikusabb (és egyetlen állandó) zsüritagjaként hatalmas népszerűségre tett szert, és 2003-tól folyamatosan jelennek meg a sorozat felfedezettjei számára általa írt és az RTL tévéadó által promotált sikerdalok, amelyek rendszerint igen hasonló hangzású balladák. Dieter Bohlennek több No.1 kislemeze volt 2003 óta Németországban, mint a Modern Talking fénykorában, 1985–86-ban.

## Diszkográfia

### Albumok
- 1987 Walking on a Rainbow
- 1988 Body Heat
- 1989 Twilight
- 1990 Obsession
- 1991 Seeds Of Heaven
- 1991 Deja Vu
- 1992 Hello America
- 1993 Backstreet Dreams
- 1994 21st Century
- 1994 X-Ten
- 1995 Forever Blue
- 1996 Body To Body
- 1997 Here I Am

### Maxik
- 1987 Sorry, Little Sarah
- 1988 Big Boys Don't Cry
- 1988 My Bed Is Too Big
- 1988 She's A Lady
- 1988 Under My Skin
- 1988 Silent Water
- 1989 Love Suite
- 1989 Magic Symphony
- 1989 Love Me On The Rocks
- 1990 48 Hours
- 1990 Love Is Such A Lonely Sword
- 1990 When Sarah Smiles
- 1990 Magic Symphony (PWL Remix)
- 1991 Lucifer"
- 1991 Testamente D'Amelia"
- 1991 Déjà Vu
- 1991 It's All Over (duett Dionne Warwickkal)
- 1992 Romeo & Juliet
- 1992 I Will Survive
- 1993 History
- 1993 Operator
- 1994 6 Years - 6 Nights
- 1994 That's Love
- 1994 Dr. Mabuse
- 1995 Laila
- 1996 Only With You
- 1996 For The Children
- 1996 Body To Body
- 1997 Love Will Drive Me Crazy
- 1997 Anything